# Lactuca perennis
La lechuga perenne (Lactuca perennis) es una especie de planta herbácea perteneciente a la familia Asteraceae.

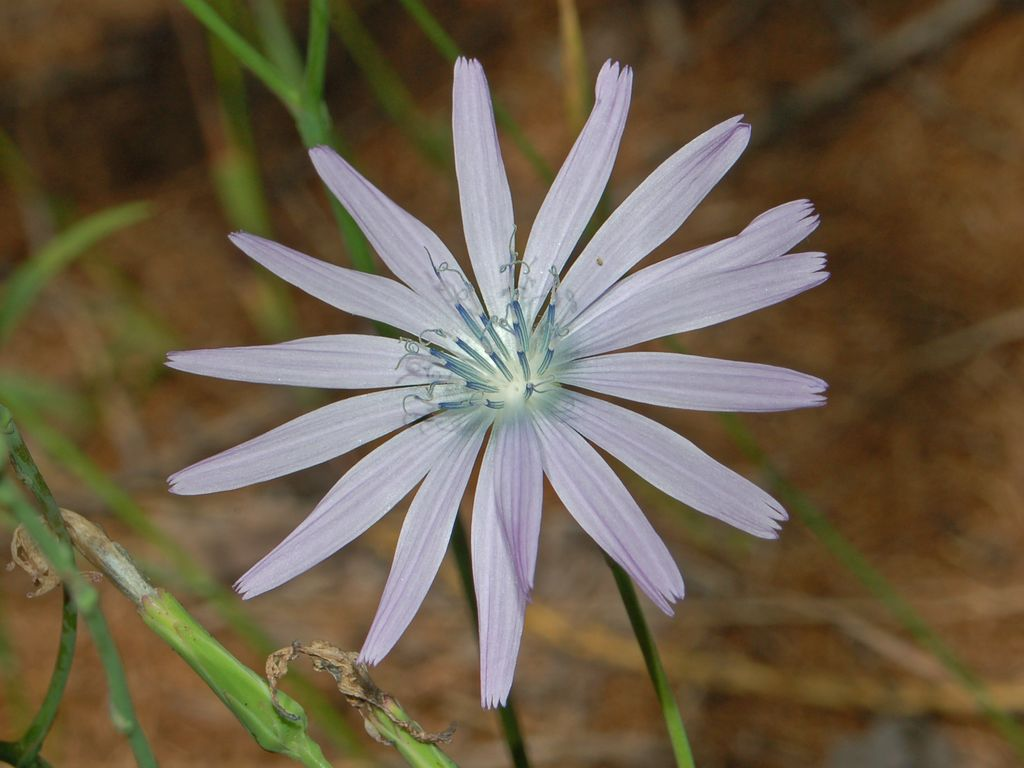
Flor de Lactuca perennis

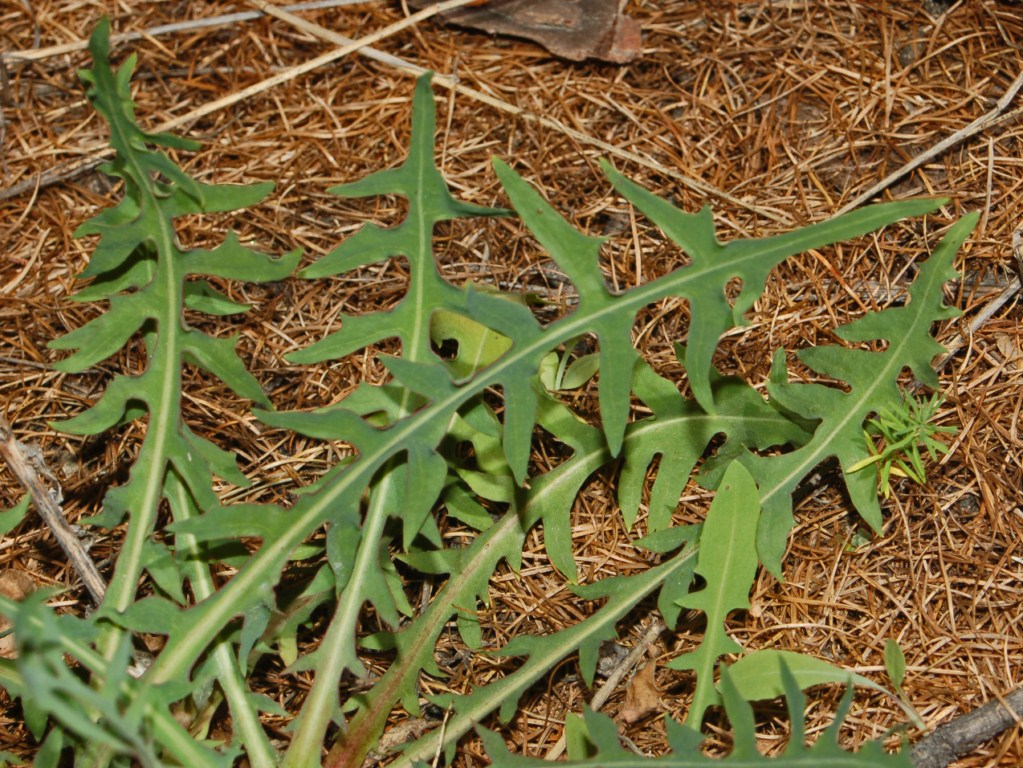
Hojas de Lactuca perennis

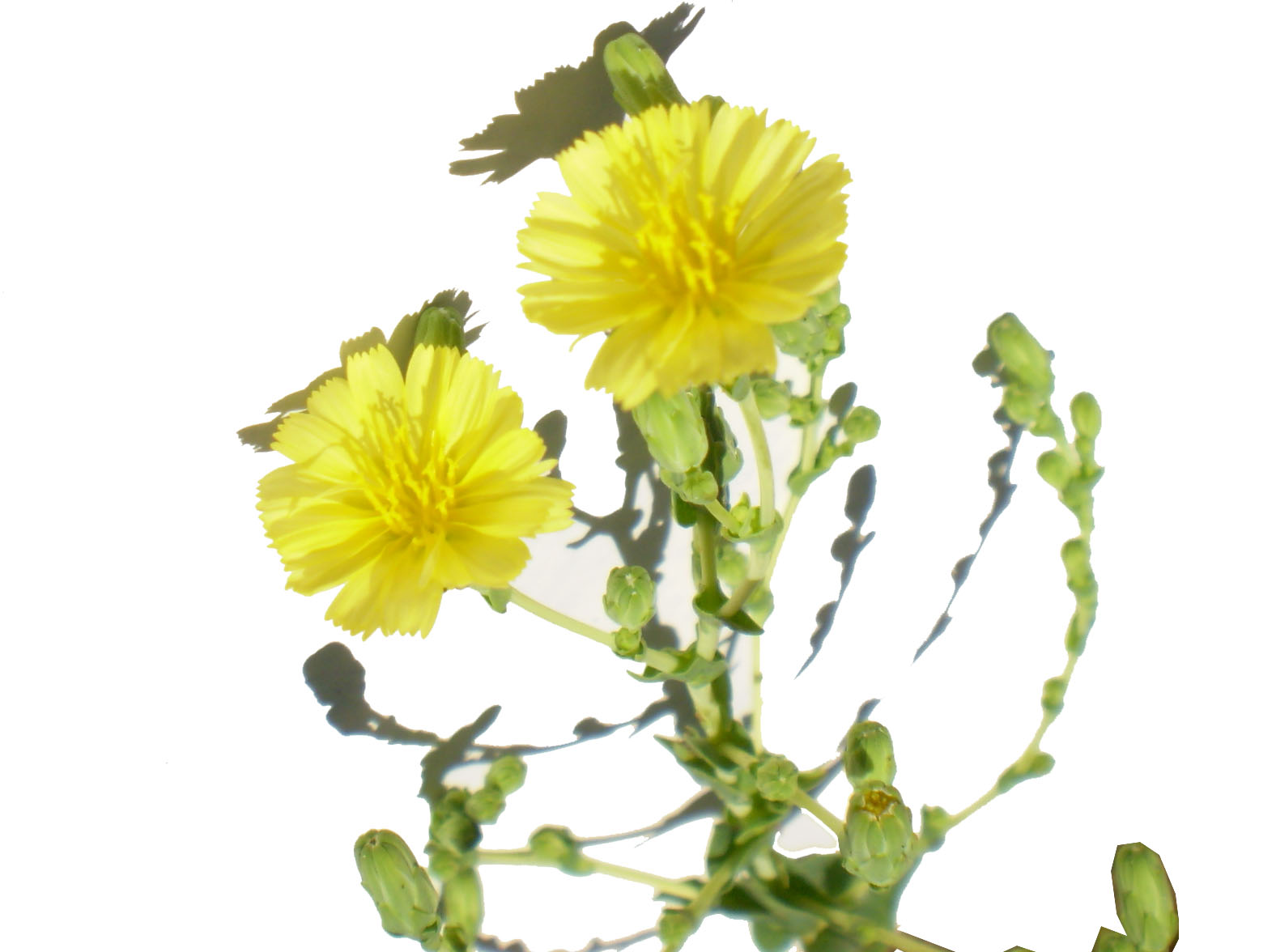
Ilustración

## Descripción
Lactuca perennis alcanza un tamaño promedio de 60 centímetros de altura, con una altura mínima de 20 centímetros. Esta planta es lampiña, con el tallo es erecto y ramificado, las hojas de color verde grisáceo, las inferiores con pecíolos pequeños y los superiores en parte amplexicaules. Es hermafrodita y entomófila. Las flores son de color violeta-azul, con un tamaño de 1.2 a 1.6 milímetros. El período de floración se extiende desde abril hasta agosto y la maduración de las semillas a partir de julio a septiembre.

## Distribución
Está presente en la mayor parte del centro y sur de Europa.

## Hábitat
Estas plantas prefieren suelos calcáreos bien drenados y son comunes en suelos rocosos soleados, en los prados secos, en bordes de caminos y en las orillas de los ríos. Se pueden encontrar a una altitud de 500-2000 metros sobre el nivel del mar.

## Propiedades medicinales
Esta lechuga silvestre contiene un abundante látex blanco (de ahí el nombre latino de lactuca en las especies, es decir, lechoso) que contiene la sustancia "lactucarium" con muchas propiedades medicinales. Es especialmente útil como sedante, pero la planta se debe usar con precaución.

## Taxonomía
Lactuca perennis fue descrita por Carlos Linneo y publicado en Species Plantarum 2: 796. 1753.
Etimología
Lactuca: nombre genérico que deriva del Latín «lechuga», derivado de lacto,  leche.
perennis: epíteto latíno que significa "perenne"
Sinonimia
- Cyanoseris perennis Schur
- Lactuca deggleriana Hegetschw.[2]

## Nombre común
- Castellano: chicoria resinera colorada, condrila, engaño, lechuga azul.
- Altoaragonés: cardincha de la roca, encarnagüell, ensalada de roca, güellets de perdiu.[3]